# 汐入站
汐入站（日语：／ Shioiri eki */?）是位於日本神奈川縣橫須賀市汐入町，屬於京濱急行電鐵本線的鐵路車站。車站編號是KK58。

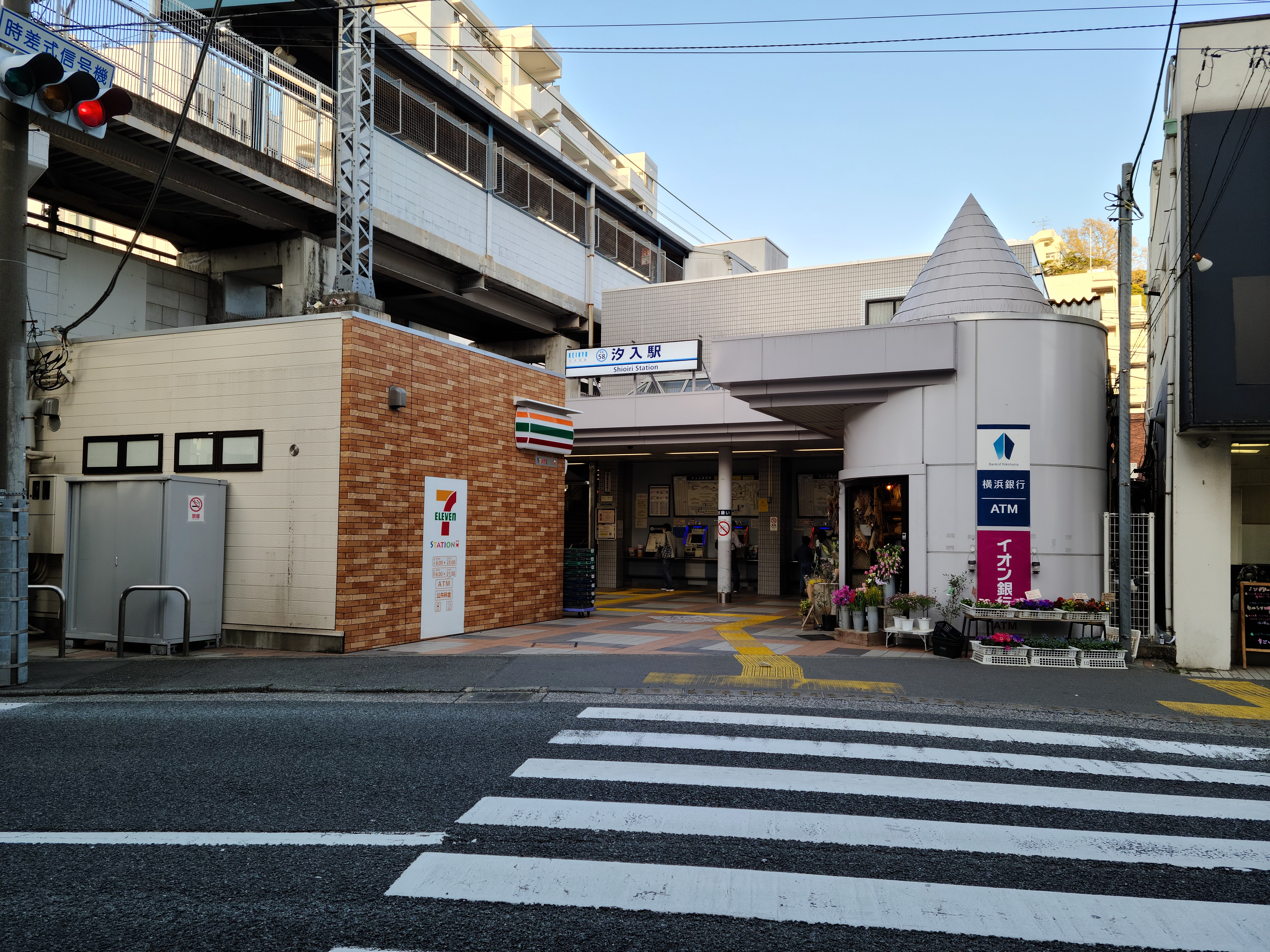
另一側的入口（2021年3月）

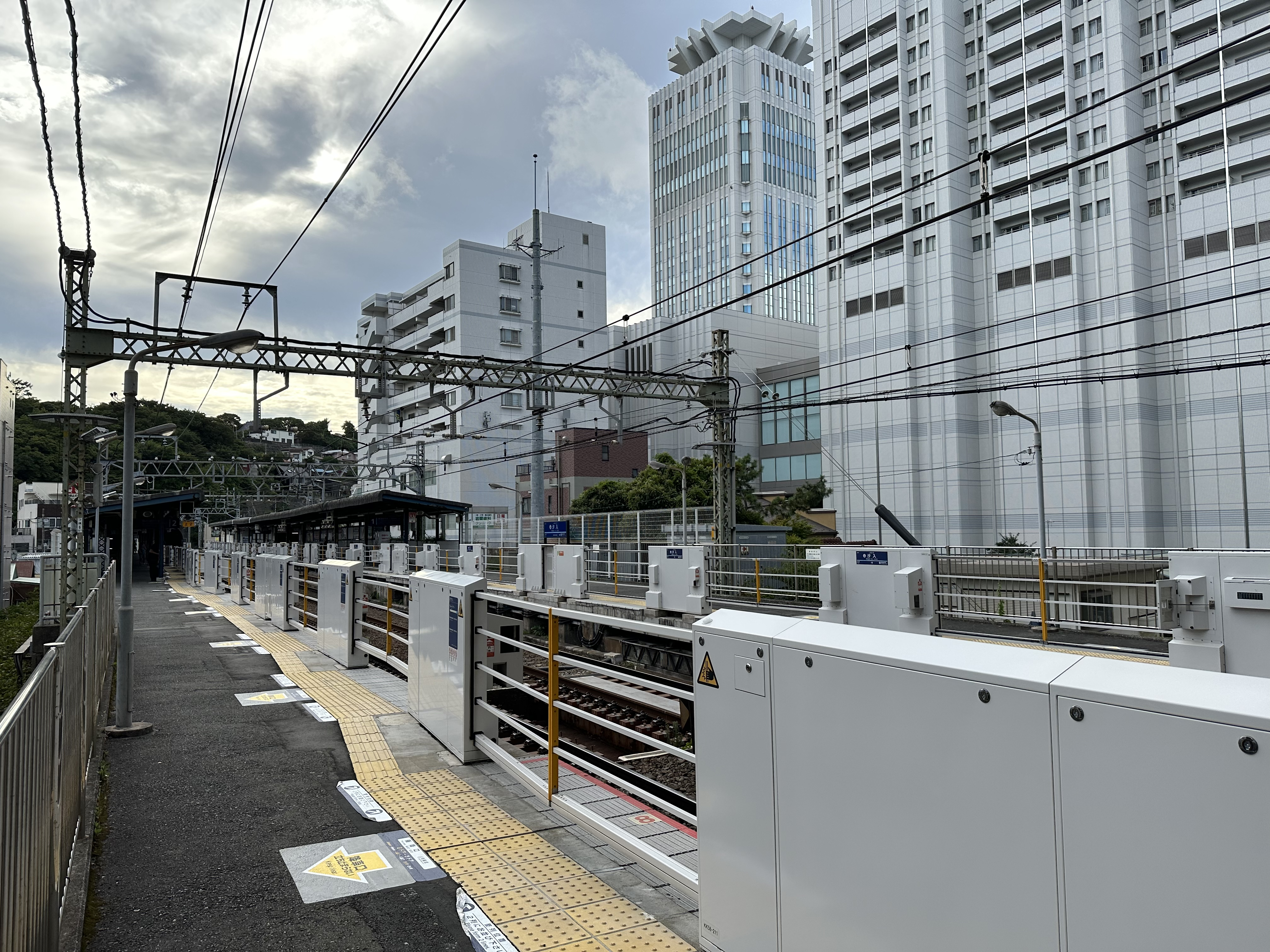
月台（2023年7月）

## 年表
- 1930年（昭和5年）4月1日 - 車站啟用，當時車站稱為橫須賀軍港站。
- 1940年（昭和15年）10月1日 - 為隱藏軍事設備地點，車站改稱橫須賀汐入站。
- 1941年（昭和16年）11月1日 - 湘南電氣鐵道與京濱電氣鐵道合併，本站成為京濱電氣鐵道車站。
- 1942年（昭和17年）5月1日 - 京濱電氣鐵道與東京橫濱電鐵合併。本站成為東京急行電鐵（大東急）車站。
- 1948年（昭和23年）6月1日 - 京濱急行電鐵成立，本站成為京濱急行電鐵車站。
- 1961年（昭和36年）9月1日 -隨著町名改正，車站改稱汐入站。
- 2020年（令和2年）3月 - 加註副站名「橫須賀藝術劇場」（横須賀芸術劇場）[2]。
- 2022年（令和4年）4月23日 - 本站啟用月台閘門[3]。

## 車站結構
本站為側式月台2面2線地面車站，月台大部分位於邊堤上，往浦賀方向的月台則緊鄰隧道。本站只設置一處驗票口，並設有通往月台的階梯與電梯。本站的簡易自動廣播分別由1號線的關根正明，以及2號線的大原沙耶香配音。

### 月台配置
| 月台 | 路線 | 方向 | 目的地                                     |
| ---- | ---- | ---- | ------------------------------------------ |
| 1    | 本線 | 下行 | 橫須賀中央、京急久里濱、浦賀、三浦海岸方向 |
| 2    | 本線 | 上行 | 橫濱、羽田機場、品川、新橋方向             |

## 使用情況
2016年度1日平均上下車人次為22,792人，京急線全部72個車站當中排行第30位。
近年1日平均上下車人次與上車人次的推移如下表。
| 年度               | 1日平均 上下車人次 | 1日平均 上車人次 | 來源     |
| ------------------ | ------------------ | ---------------- | -------- |
| 1995年（平成07年） |                    | 13,222           | [ * 1 ]  |
| 1998年（平成10年） |                    | 13,174           | [ * 2 ]  |
| 1999年（平成11年） |                    | 12,641           | [ * 3 ]  |
| 2000年（平成12年） |                    | 12,233           | [ * 3 ]  |
| 2001年（平成13年） |                    | 12,139           | [ * 4 ]  |
| 2002年（平成14年） | 24,766             | 12,067           | [ * 5 ]  |
| 2003年（平成15年） | 25,069             | 12,090           | [ * 6 ]  |
| 2004年（平成16年） | 24,471             | 11,846           | [ * 7 ]  |
| 2005年（平成17年） | 24,093             | 11,602           | [ * 8 ]  |
| 2006年（平成18年） | 24,035             | 11,585           | [ * 9 ]  |
| 2007年（平成19年） | 23,806             | 11,489           | [ * 10 ] |
| 2008年（平成20年） | 23,512             | 11,444           | [ * 11 ] |
| 2009年（平成21年） | 23,074             | 11,216           | [ * 12 ] |
| 2010年（平成22年） | 22,210             | 10,823           | [ * 13 ] |
| 2011年（平成23年） | 22,081             | 10,755           | [ * 14 ] |
| 2012年（平成24年） | 22,078             | 10,775           | [ * 15 ] |
| 2013年（平成25年） | 22,239             | 10,831           | [ * 16 ] |
| 2014年（平成26年） | 22,041             | 10,724           | [ * 17 ] |
| 2015年（平成27年） | 22,127             | 10,767           | [ * 18 ] |
| 2016年（平成28年） | 21,792             |                  |          |

## 車站周邊
位於橫須賀市市中心西側。
車站附近可分為有悠久商店街的山側與再開發地區的海側。再開發地區過去是住友重機械工業橫須賀分工廠與在日美軍軍人俱樂部，1980年代中期開始都市更新。
站前有SHOPPERS PLAZA橫須賀、橫須賀藝術劇場、橫须贺美居酒店等設施。另一邊山側有溝板通與汐入大通會等商店街與住宅區。
- 綠丘女子中學校、高等學校（日语：緑ヶ丘女子中学校・高等学校）
- 橫須賀市立汐入小學校（日语：横須賀市立汐入小学校）
- JR橫須賀線橫須賀站 - 往西約400m。
- 維尼公園（日语：ヴェルニー公園）
- 諏訪公園
- 溝板通（日语：どぶ板通り）
- SHOPPERS PLAZA橫須賀（日语：ショッパーズプラザ横須賀）
- 橫須賀藝術劇場（日语：横須賀芸術劇場）
- 橫须贺美居酒店（日语：メルキュールホテル横須賀）
- 橫須賀市綜合福祉會館
- 美軍横須賀基地
- 海上自衛隊橫須賀基地（日语：横須賀基地 (海上自衛隊)）
- 橫須賀汐入郵便局
- 汐入大通會
- 汐入宮元商店會
- 千石坂（日语：ちこく坂 (横須賀市)）
- 國道16號
- 橫須賀APT（横須賀アプト）

## 巴士路線
站前有巴士總站，可至周邊住宅區與三浦半島中央地帶。另外步行2分左右可至國道16號線上的「汐留」巴士站，可前往橫須賀市北部、東部、西部方向。雖然本站起訖的路線，但大多數都從橫須賀站起訖。汐留的班次與路線較多，多以快特停車站橫須賀中央為轉乘站。
1號乘車處
池上線 - 池上十字路、衣笠站方向
2號乘車處
湘南国際村線 - 池上十字路、湘南國際村方向
3號乘車處
西来寺循環 - 西來寺、鶴丘方向
4號乘車處
往橫須賀站各線
池上線 - 橫須賀中央站、安浦二丁目方向
汐留
請參照橫須賀站#巴士路線。

## 相鄰車站
京濱急行電鐵
 本線
□早晨翼號、□京急翼號、■快特
通過
■特急（金澤文庫站以北為快特）、■特急
追濱（KK56）－汐入（KK58）－橫須賀中央（KK59）
■普通
逸見（KK56）－汐入（KK58）－橫須賀中央（KK59）

## 外部連結
- 汐入站（各站資訊） - 京濱急行電鐵